# Ёлкин, Сергей Николаевич
Сергей Николаевич Ёлкин (1922, Шахты, Донецкая губерния — 2001(2002?), Новочеркасск, Ростовская область) — советский учёный, работник промышленности, главный инженер НЭВЗ с 1957 по 1984 годы.

## Биография
Сергей Николаевич Ёлкин родился в 1922 году в Шахтах (ныне — Ростовской области).
Участник Великой Отечественной войны с 1941 по 1945 годы. В 1941 году был в плену; освобождён. Был тяжело ранен в 1941 году под Севском, контужен в 1943 под Любичем, легко ранен в 1943 под Калинковичами. Сержант дивизии самоходной артиллерии, воевал в составе группы маршала Конева в боях за Берлин.
Окончил Новочеркасский политехнический институт (1948), кафедру «Электропривод и автоматика» по специальности инженер-электрик.
В 1956 году окончил Московскую энергетическую академию. В октябре 1967 года ему присуждена учёная степень кандидата технических наук. В 1970 году был утверждён в учёном звании доцента.
На Новочеркасском электровозостроительном заводе работал с 1948 года, пройдя путь мастера, заместителя начальника цеха, начальника производства. С 1957 по 1984 годы был главным инженером завода, работал бо́льшую часть времени при директоре — Г. А. Бердичевском. Руководил генеральной реконструкцией НЭВЗа. Принимал непосредственное участие в проектировании и организации производства принципиально новых типов электровозов.
Был депутатом горсовета и райсовета с 1957 по 1969 годы.
Участник событий в Новочеркасске в 1962 году.

### Семья
Мать — Ольга Ивановна Ёлкина.

## Награды
- Государственная премия СССР (1975).
- орден Октябрьской Революции
- два ордена Трудового Красного Знамени
- орден Отечественной войны II степени (6.04.1985)[2]
- орден Славы III степени (20.02.1945)[4]
- 12 медалей, в том числе:
  - «За взятие Берлина».
  - 8 золотых и 2 серебряные медали ВДНХ СССР;